# Don, Nord

Don este o comună în departamentul Nord, Franța. În 1 ianuarie 2022 avea o populație de 1.401 de locuitori.